# HD208133
HD208133 — хімічно пекулярна зоря спектрального класу A3, що має видиму зоряну величину в смузі V приблизно  7,3.
Вона  розташована на відстані близько 259,9 світлових років від Сонця.